# 9555 Frejakocha
9555 Frejakocha este un asteroid din centura principală, descoperit pe 2 aprilie 1986, de Poul Jensen.